# Konrad Szymański
Konrad Krzysztof Szymański (ur. 6 grudnia 1969 w Kaliszu) – polski polityk i publicysta, poseł do Parlamentu Europejskiego VI i VII kadencji (2004–2014), sekretarz stanu w Ministerstwie Spraw Zagranicznych (2015–2019), minister-członek Rady Ministrów w drugim rządzie Mateusza Morawieckiego (2019–2020), minister do spraw Unii Europejskiej (2020–2022).

## Życiorys
Syn Krzysztofa i Teresy. W 1988 zdał maturę w II Liceum Ogólnokształcącym im. Tadeusza Kościuszki w Kaliszu. W 1995 ukończył studia na Wydziale Prawa i Administracji Uniwersytetu im. Adama Mickiewicza w Poznaniu.
W latach 1991–1993 kierował biurem poselskim Marcina Libickiego w Poznaniu, następnie przez rok pracował jako korespondent Agencji Prasowej SIS-Serwis. W latach 1993–1997 był ekspertem komisji samorządowej Rady Miasta Poznania. Od 1997 ponownie współpracował z Marcinem Libickim jako jego doradca ds. międzynarodowych. W latach 1997–1998 był pracownikiem Kancelarii Sejmu, a od 1999 do 2000 doradcą wicemarszałka Sejmu. W okresie 1999–2000 zasiadał w gabinecie politycznym ministra Kazimierza Marcinkiewicza (szefa gabinetu politycznego premiera Jerzego Buzka) w Kancelarii Prezesa Rady Ministrów. Od 2000 do 2002 był redaktorem programowym TV Puls. W 2002 założył dwumiesięcznik Międzynarodowy Przegląd Polityczny, którego był redaktorem naczelnym.
Krótko był związany z Młodzieżą Wszechpolską. W latach 1989–2000 należał do Zjednoczenia Chrześcijańsko-Narodowego, od 1997 zasiadał w zarządzie tej partii. Działał w ruchach pro-life, m.in. od 1998 do 2002 był członkiem zarządu Polskiej Federacji Ruchów Obrony Życia. Zasiadał w radzie Kolegium Europy Wschodniej im. Jana Nowaka-Jeziorańskiego we Wrocławiu. W 2007 wstąpił do Prawa i Sprawiedliwości.
13 czerwca 2004 uzyskał mandat do Parlamentu Europejskiego z listy PiS w województwie dolnośląskim. Należał do parlamentarnej grupy Unii na rzecz Europy Narodów, zasiadał w Komisji Spraw Zagranicznych, Komisji Praw Kobiet i Równouprawnienia, a także należał do Delegacji ds. stosunków z Białorusią. W wyborach w 2009 ponownie dostał się do Parlamentu Europejskiego z okręgu wielkopolskiego.
W 2013 tygodnik „Polityka” na podstawie rankingu przeprowadzonego wśród polskich dziennikarzy parlamentarnych uznał go za najlepszego polskiego europosła (obok Sidonii Jędrzejewskiej). W 2014 został zwycięzcą rankingu polskich europosłów „Rzeczpospolitej” oraz rankingu „Polityki” przeprowadzonego wśród samych eurodeputowanych. W wyborach do Parlamentu Europejskiego w 2014 nie ubiegał się o reelekcję.
17 listopada 2015 został powołany na stanowisko sekretarza stanu w MSZ. 15 listopada 2019 został ministrem bez teki, wchodząc w skład drugiego rządu Mateusza Morawieckiego. Powierzono mu odpowiedzialność za sprawy europejskie, które wyłączono z Ministerstwa Spraw Zagranicznych.
5 marca 2020 prezydent RP Andrzej Duda powołał go na stanowisko ministra do spraw Unii Europejskiej. 12 października 2022 został odwołany z tego stanowiska. Następnie pełnił funkcję zastępcy dyrektora Polskiego Instytutu Ekonomicznego.